# 桔梗石膏
桔梗石膏（ききょうせっこう）は、漢方方剤の一つ。

## 効果・効能
通常、咳嗽および扁桃とその周囲の炎症による、咽喉の腫れと痛みを和らげる。
桔梗が去痰、鎮咳、鎮痛、鎮静、解熱作用を示し、石膏が患部の炎症を和らげる。

## 適応症
咽喉が腫れて痛む次の諸症：咳嗽あるいは化膿するもの。

## 組成
桔梗石膏エキスの場合、6.0g中、下記の割合の混合生薬の乾燥エキスを含有する。
桔梗3.0、石膏10.0

## 性状
淡褐色〜褐色の細粒で、特異な匂いがあり、味はやや酸味がある。

## 使用上の注意
1. 胃腸の虚弱な患者（食欲不振、胃部不快感、軟便、下痢等があらわれるおそれ）
2. 著しく体力の衰えている患者（副作用が出現しやすくなり、その症状が増強されるおそれ）

## 副作用
次の副作用がある。
食欲不振、胃部不快感、軟便、下痢等。

## 注意事項
高齢者は生理機能の低下、妊産婦、授乳婦、小児は安全性が未確立であり、注意が必要である。
絶対に2回分を一度に飲んではならない。誤って多く飲んだ場合は医師または薬剤師に相談すること。

## 処方の現状
日本で処方され流通している多くの漢方方剤の発売元はツムラであるが、本剤は小太郎漢方製薬が製造している（シート記載番号：N324）。

そのため本剤の存在そのものを知らない医師が多く、処方される機会は他の漢方方剤と較べて非常に稀である。